# Charles F. Wellford
Charles F. Wellford ist ein US-amerikanischer Soziologe und Kriminologe sowie emeritierter Professor der University of Maryland, College Park. 1996 amtierte er als Präsident der American Society of Criminology (ASC).
Wellford  machte 1961 den Bachelor-Abschluss und 1963 das Master-Examen an der University of Maryland und wurde 1969 an der University of Pennsylvania zum Ph.D. promoviert. Von 1976 bis 1981 war er im Büro des Generalstaatsanwalts der Vereinigten Staaten tätig und leitete das Federal Justice Research Program. Während dieser Zeit leitete er Forschungen zur bundesstaatlichen Strafzumessungs- und Strafverfolgungspolitik und zum Zustand der Ziviljustiz in den USA.

## Schriften (Auswahl)
- Als Herausgeber: Chinese criminal law. Thomson/West, Danvers 2008, ISBN 9780314994790.
- Als Herausgeber: Chinese international economic law. Thomson/West, Eagan 2008, ISBN 9780314994776.
- Als Herausgeber: Quantitative studies in criminology. Sage Publications, Beverly Hills 1978, ISBN 0803911300.
- Als Herausgeber mit William E. Amos: Delinquency prevention; theory and practice. Prentice-Hall, Englewood Cliffs 1967.